# Colpotrochia orinella
Colpotrochia orinella är en stekelart som beskrevs av Ian D. Gauld och Sithole 2002. Colpotrochia orinella ingår i släktet Colpotrochia och familjen brokparasitsteklar. Inga underarter finns listade i Catalogue of Life.